# Голос Безмолвия
«Голос Безмолвия» (англ. The Voice of the Silence) — книга Елены Петровны Блаватской. Была написана в 1889 году в Фонтенбло. Впервые опубликована в том же году в Лондоне.
Состоит из трёх фрагментов: «Голос Безмолвия», «Два Пути», «Семь Врат», извлечённых автором из «Книги Золотых Правил», одной из многих книг, которые на Востоке используются учениками мистических школ. Как пишет Блаватская в предисловии, знание их обязательно и для той оккультной школы, учения которой приняты многими теософами. Так как она знала часть этих правил наизусть, перевести их на английский, по её утверждению, было сравнительно нетрудно. Источник, из которого были взяты для перевода упомянутые три отрывка, принадлежит к той же серии, что и «Книга Дзиан», послужившая основой для «Тайной доктрины». Делая этот перевод, писательница стремилась сохранить поэтическую красоту языка и образов, которой отличается оригинал.
На первой странице своего экземпляра «Голоса Безмолвия» автор написала: «Е. П. Блаватской от Е. П. Б. без уважения».
«Schaff–Herzog Encyclopedia of Religious Knowledge» отнесла книгу к «авторитетным документам современной теософии», включив в список основных трудов писательницы.

## Мнение исследователей
Арнольд Калнитски в своей работе о теософском движении писал, что утверждение Е. П. Блаватской о её физическом пребывании и жизни в Тибете в течение длительного времени подвергалось сомнению, однако содержание её книги «отражает истинные переживания буддиста», даже если не признавать её как созданную на основе подлинного буддийского источника.
В отличие от других своих сочинений, в этой книге Блаватская не занимается сравнением, защитой или оправданием содержания или оспариванием господствующих представлений. Да и по своему размеру книга значительно меньше её главных работ, и комментарии, главным образом, состоят из определений терминов и объяснений стихов.
Идентификация Блаватской «Кришны-Христа» как «Высшего Я» недвусмысленно указывает, что рассматриваемые в книге вопросы являются «мистическими по содержанию», и хотя они выражены в буддийских терминах, их нетрудно заменить «эквивалентными терминами и понятиями, приемлемыми для теософов, разделяющих положения синкретической философии».
По мнению Калнитски, эта книга полностью совместима с принципами теософского мировоззрения, выраженного в других произведениях Блаватской, но в ней больше, чем в других книгах, имеется «истинно религиозных чувств и представлений».
Последовательный сторонник теософии д-р Элвин Кун написал о книге Блаватской следующее:

«Своей ритмической модуляцией её поэзия способствует усилению чувства мистической преданности. Как и другие книги Востока, она состоит из морально-духовных наставлений, представлять которые в виде систематической экспозиции этических принципов не имеет смысла, если не привести их духовную сущность к молитвенной форме, способной к выявлению магической силы при её ритуальном использовании. В этой книге нетрудно обнаружить главную причину того недоверия к примитивному психизму, которое так резко выделяет теософию среди современных культов. Приложить усилие для уменьшения „тяжёлой кармы человечества“ считается более существенной заслугой, чем подчинить своей воле какие-либо эфирные или электрические силы природы».

## Отзывы буддистов

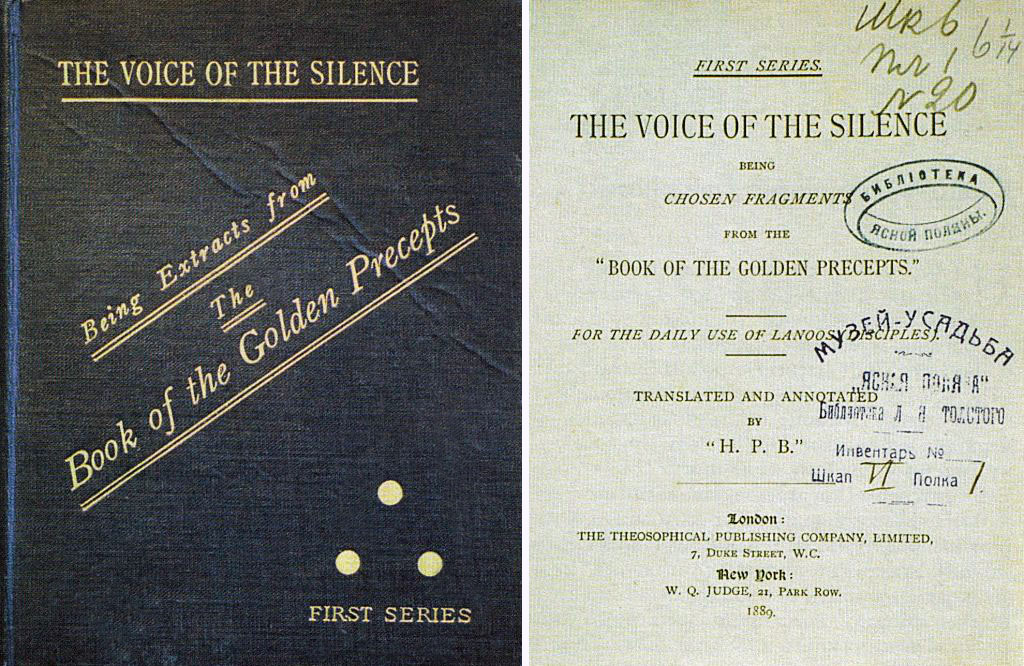
Книга «Голос Безмолвия» (1-е изд.) из библиотеки Льва Толстого

Японский философ и учитель дзэн-буддизма Дайсэцу Тэйтаро Судзуки считал, что в книге Блаватской представлены глубокие положения учения Махаяны, в которые она, несомненно, была посвящена.
В 1927 году администрация Панчен-ламы IX Тубден Чокьи Ньима (Tub-ten Chö-gyi Nyima) (1883—1937) помогла Китайскому обществу исследования буддизма в Пекине опубликовать книгу Блаватской. Книга была дополнена посланием самого Панчен-ламы, специально для этого им написанным.
В 1989 году в ознаменование сотой годовщины выхода в свет «Голоса Безмолвия», было выпущено юбилейное издание, предисловие для которого написал Далай-лама XIV Тендзин Гьяцо (Tenzin Gyatso). В этом предисловии, озаглавленном «Путь Бодхисаттвы», он говорит, что книга Блаватской оказывает сильное влияние на людей, которые искренне ищут и стремятся приобщиться к мудрости и состраданию.

### Парадоксы и поэзия
Сангхаракшита писал, что содержание «Голоса Безмолвия» не менее парадоксально, чем его заглавие. Например, в первом фрагменте книги ученика предупреждают: «Ты не можешь следовать по Пути, не сделавшись сам этим Путём». Все школы буддизма считают, что идея неизменности души (или эго) является заблуждением, поэтому бессмысленно говорить о достижении нирваны тем или иным человеком. Духовный прогресс состоит не в накоплении духовных достижений эго (как если бы они были каким-то личным имуществом), но в ослаблении эго или, вернее, ложной идеи «ячества» (англ. Egohood), таким образом, что из грубого эго становится тонким, из тонкого — ещё более тонким, пока, в конце концов, стремящийся не становится как бы «безличным потоком духовной энергии, которая постепенно становится все шире и глубже, и, наконец, он обнаруживает, что она совпадает с бездонным океаном нирваны». И «Голос Безмолвия», парадоксально идентифицируя Путь и стремящегося, в действительности напоминает нам, что, подобно тому, как индивидуальность, или человек, является всего лишь названием «некоторого набора психосоматических состояний», так и Путь — это всего лишь удобное обозначение для последовательности мыслей, слов и поступков, ориентированных в направлении Просветления.
Ещё один пример парадокса взят из фрагмента III, где бодхисаттва, находясь на пороге Просветления, говорит: «Если хочешь стать Татхагатой, ступай по следам предшественника твоего, будь бескорыстным до бесконечного конца».
Также «Голос Безмолвия» изобилует поэтическими образами. Например, человеческие души сравниваются с птицами: «Взирай на сонмы душ; следи, как они мечутся над бурным морем человеческой жизни». О человеке, прошедшем Путь до конца и ставшем Буддой, сказано так: «И стоит он отныне, подобный белоснежной колонне на закате; восходящее светило вечной мысли изливает на его лик первые светозарные волны свои». Но сущность поэзии не сводится к образам, также необходимы и другие элементы, например, ритм. Хотя в наше время признано, что поэзия может обойтись без размера и рифмы, «трудно представить себе поэзию без какого-либо ритма». Нет никаких сомнений в том, что поэзия «Голоса Безмолвия» весьма ритмична. Специалист по просодии отметит, что следующие строфы «легко скандируются»:

Пусть душа твоя слух

Обратит ко всем боли стенаниям,

Лотоса сердцу подобно, отверстому

Утренним солнца лучам согревающим.

Не позволяй жару солнца свирепому

Высушить слёзы страдания горькие,

Прежде чем сам ты утрёшь

Очи страждущих.

Каждой слезы людской

Влагу горючую в сердце прими

И храни там до той поры,

Как сгинет боль, ту слезу породившая.

## Критика
В 1893 году Макс Мюллер заметил по поводу сочинений Блаватской:

Невозможно изучить буддизм без предварительного освоения санскрита и пали, иначе не прочесть канонические книги и даже не записать названия правильно. Мадам Блаватская не сделала это, хотя у неё было достаточно способностей, чтобы изучить санскрит или пали. Но даже её информаторы, видимо, были почти полностью невежественны в этих языках, или, возможно, они пользовались её доверчивостью самым бесстыдным образом.

Гарри Олдмедоу был уверен в том, что «вопреки легенде, сочинённой самой Блаватской и распространяемой её многочисленными агиографами», она никогда не была в Тибете. Её заявления, что она получила свои знания от «гималайских махатм, являющихся членами своего рода братства, проживающих в отдалённой области Тибета и обладающих доступом к неким источникам тайной мудрости, нельзя рассматривать серьёзно».

## Комментарии
1. ↑  Дж. Лавуа писал, ссылаясь на статью Б. Цыркова[2], что Блаватская приступила к работе над книгой ещё до отъезда из Лондона.[3]
2. ↑  «169 editions published between 1889 and 2011 in 14 languages and held by 435 WorldCat member libraries worldwide». // WorldCat identities.
3. ↑  У. Джемс в лекции, посвящённой мистицизму (из серии «Многообразие религиозного опыта»), заметив, что в мистической литературе постоянно встречаются противоречивые выражения, наподобие: «ослепительный мрак», «шёпот тишины», «плодотворная бесплодность», приводит несколько выдержек из «Голоса Безмолвия».
4. ↑  Отметив, что в современной мистической литературе «Голос Безмолвия» занимает  «совершенно особое» положение, П. Д. Успенский привёл в своей книге «Tertium Organum» (в главе XX) несколько цитат из него, чтобы продемонстрировать эту, как он сказал, «коллекцию мудрости Востока».
5. ↑  Н. Р. В. to H. P. Blavatsky with no kind regards.[6]
6. ↑  «The authoritative writings of modern theosophy are the following by Madame H.P. Blavatsky: Isis Unveiled, Voice of the Silence, The Secret Doctrine, The Key to Theosophy»[7].
7. ↑  Толстой в «Мыслях мудрых людей на каждый день» (раздел Март, 3) приводит фрагмент из книги Блаватской, называя его браминской мудростью: «Твои тени живут и исчезают. То, что в тебе вечно, то, что разумеет, принадлежит непреходящей жизни. Это вечное есть тот человек, который был, есть и будет и час которого не пробьёт никогда».
8. ↑  См. «The Middle Way», August 1965. — P. 90.
9. ↑  «H.P. Blavatsky was one who had truly attained». «Eastern Buddhist», old series. Vol. 5. — P. 377.
10. ↑  См. Blavatsky H.P. The Voice of the Silence, ed. Alice Cleather and Basil Crump. Peking: Chinese Buddhist Research Society, 1927. — P. 113.
11. ↑  «I believe that this book has strongly influenced many sincere seekers and aspirants to the wisdom and compassion of the Bodhisattva Path. I very much welcome this Centenary Edition and hope that it will benefit many more». Blavatsky Helena The Voice of the Silence. Centenary edition. Santa Barbara: Concord Grove Press, 1989. — Foreword by the XIVth Dalai Lama.
12. ↑  Cit. The Voice of the Silence, p. 14[12]
13. ↑  Cit. The Voice of the Silence, p. 78[12]
14. ↑  Cit. The Voice of the Silence, p. 9[12]
15. ↑  Cit. The Voice of the Silence, p. 71[12]
16. ↑  Cit. The Voice of the Silence, p. 14 (пер. с англ. В. Совы)[12].